# Naturbahnrodel-Junioreneuropameisterschaft 2009
Die 30. FIL-Naturbahnrodel-Junioreneuropameisterschaft fand vom 6. bis 8. Februar 2009 in Campill in Südtirol (Italien) statt.

## Einsitzer Herren
| Platz | Name                | Zeit        |
| ----- | ------------------- | ----------- |
| 01    | Thomas Schopf       | 2:51,38 min |
| 02    | Hannes Clara        | + 0,64 s    |
| 03    | Thomas Kammerlander | + 0,87 s    |
| 04    | Michael Scheikl     | + 2,11 s    |
| 05    | Luka Švab           | + 4,37 s    |
| 06    | Florian Gruber      | + 4,88 s    |
| 07    | Simon Rungger       | + 5,42 s    |
| 08    | Michael Kalchschmid | + 5,64 s    |
|       | Lukas Brunner       | + 5,64 s    |
| 10    | Dominik Holzknecht  | + 5,72 s    |

26 der 27 gemeldeten Rodler starteten und erreichten das Ziel.

## Einsitzer Damen
| Platz | Name                   | Zeit        |
| ----- | ---------------------- | ----------- |
| 01    | Evelin Lanthaler       | 2:56,05 min |
| 02    | Melanie Batkowski      | + 01,22 s   |
| 03    | Alexandra Obrist       | + 04,08 s   |
| 04    | Jasmin Gögele          | + 04,61 s   |
| 05    | Sarah Gruber           | + 07,79 s   |
| 06    | Irma Karišik           | + 08,35 s   |
| 07    | Ljudmila Astramowitsch | + 08,65 s   |
| 08    | Natalia Waniczek       | + 08,92 s   |
| 09    | Christina Götschl      | + 09,67 s   |
| 10    | Astrid Vetter          | + 10,54 s   |

Alle 17 gemeldeten und gestarteten Rodlerinnen kamen in die Wertung.

## Doppelsitzer
| Platz | Name                                         | Zeit        |
| ----- | -------------------------------------------- | ----------- |
| 1     | Thomas Kammerlander – Christoph Regensburger | 3:05,79 min |
| 2     | Rupert Brüggler – Tobias Angerer             | + 02,40 s   |
| 3     | Damian Fender – Dawid Jachnicki              | + 02,84 s   |
| 4     | Witalij Sacharow – Ihor Senjuk               | + 03,96 s   |
| 5     | Stanislaw Kowschik – Ilja Korobow            | + 06,28 s   |
| 6     | Maxim Zwetkow – Denis Moissejew              | + 06,65 s   |
| 7     | Dominik Apolloner – Dieter Apolloner         | + 06,81 s   |
| 8     | Angel Iwanow – Kiril Kirilow                 | + 50,74 s   |

Von neun gemeldeten und gestarteten Doppelsitzerpaaren kamen acht in die Wertung.

## Medaillenspiegel
| Platz | Land       | Gold | Silber | Bronze | Gesamt |
| ----- | ---------- | ---- | ------ | ------ | ------ |
| 1.    | Österreich | 2    | 2      | 1      | 5      |
| 2.    | Italien    | 1    | 1      | 1      | 3      |
| 3.    | Polen      | —    | —      | 1      | 1      |